# L II (rivière)
La rivière L II  (anglais : L II River) est une petite rivière de la région de Canterbury, de l’ Ile du Sud de la Nouvelle-Zélande. 

## Géographie
Elle prend naissance près de la ville de Lincoln et s’écoule à travers un pays très plat de fermes, principalement formées par des terres de drainages avec des fossés, qui se vident dans le lac Ellesmere juste à l’est de la confluence de la rivière Selwyn.